# Asota atrata
Asota atrata là một loài bướm đêm trong họ Erebidae.